# Stefan Chwin
Stefan Chwin, ps. Max Lars (ur. 11 kwietnia 1949 w Gdańsku) – polski powieściopisarz, krytyk literacki, eseista, historyk literatury, wykładowca akademicki i grafik związany z Gdańskiem.

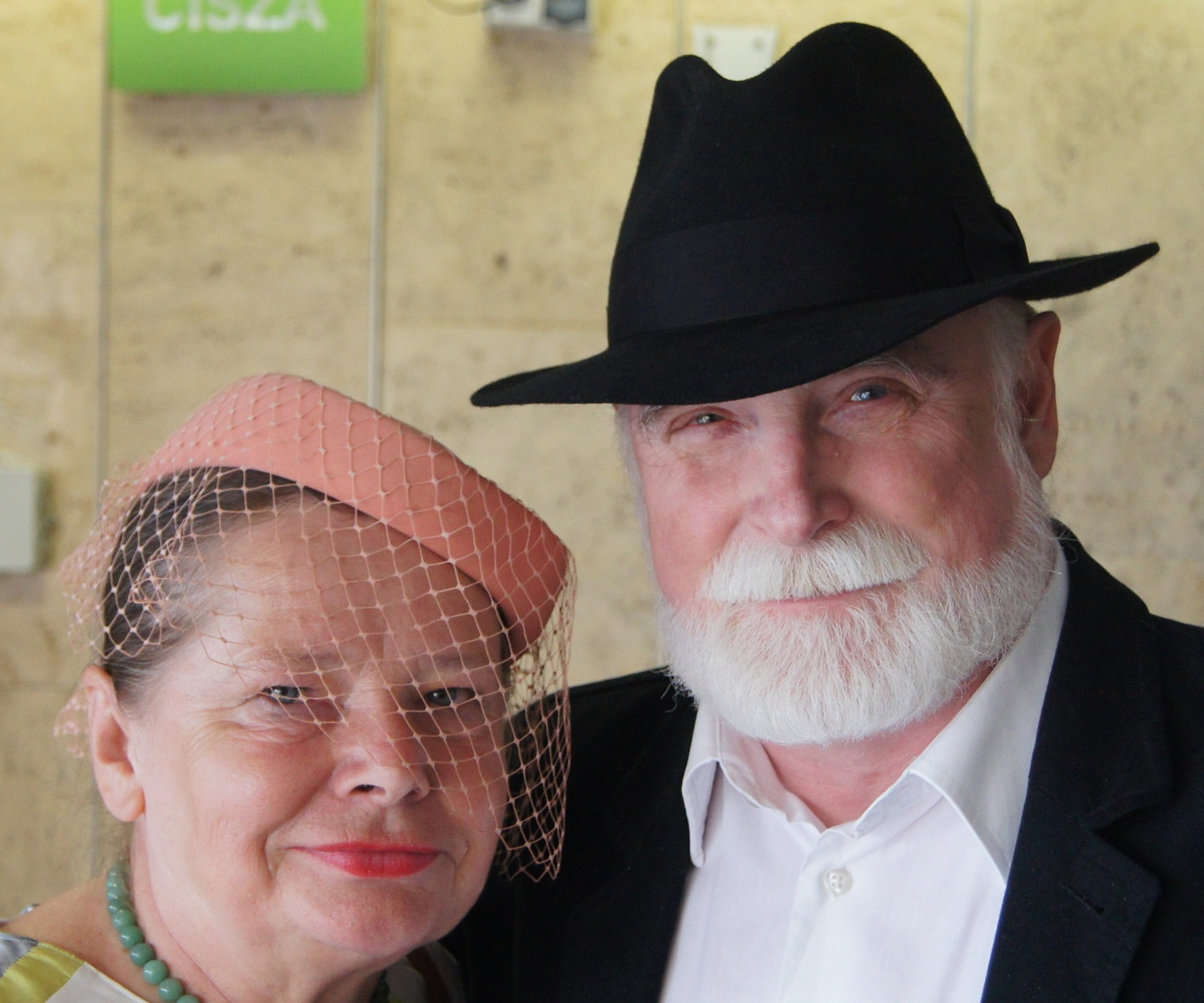
Stefan Chwin z żoną Krystyną (2018)

## Wykształcenie, kariera naukowa
W 1968 roku ukończył Państwowe Liceum Technik Plastycznych w Gdyni-Orłowie, a w 1972 filologię polską na Uniwersytecie Gdańskim. Pracę magisterską Gombrowicz i Forma Polska napisał pod kierunkiem prof. Marii Janion. W 1982 roku uzyskał stopień doktora za pracę doktorską System romantyczny we współczesnej literaturze polskiej na przykładzie twórczości Wacława Berenta, Bruno Schulza, Stanisława Ignacego Witkiewicza, Tadeusza Konwickiego, Tadeusza Nowaka (promotor prof. Maria Janion) otrzymał nagrodę Gdańskiego Towarzystwa Naukowego. Habilitował się w 1994 roku na podstawie rozprawy Literatura i zdrada. Od Konrada Wallenroda do Małej Apokalipsy wyróżnioną nagrodą Ministra Edukacji Narodowej za wybitne osiągnięcia naukowe. W roku 1998 objął stanowisko profesora nadzwyczajnego na Wydziale Filologicznym Uniwersytetu Gdańskiego. W 2013 roku otrzymał tytuł naukowy profesora nauk humanistycznych oraz stanowisko profesora zwyczajnego.

## Aktywność zawodowa
Praca naukowa i dydaktyczna
Jako naukowiec zajmuje się romantyzmem i romantycznymi inspiracjami w literaturze nowoczesnej (m.in. u Witolda Gombrowicza). Wykłada na Uniwersytecie Gdańskim w Instytucie Filologii Polskiej – Zakład Historii Literatury Polskiej. Prowadził także gościnnie warsztaty prozatorskie w Studium Literacko-Artystycznym na Uniwersytecie Jagiellońskim w Krakowie.
Działalność literacka
W czasach studenckich współpracował z pismem Uniwersytetu Gdańskiego „Bakałarz”, publikując wiersze i tworząc jego szatę graficzną. W latach osiemdziesiątych był członkiem zespołu redakcyjnego serii wydawniczej „Transgresje”. Wtedy też podjął pierwsze próby pisarskie, wydając wspólnie ze Stanisławem Rośkiem szkice literackie Bez autorytetu (1981) oraz wspólnie z Marią Janion Dzieci (w serii „Transgresje” – 1988). W rok później ukazała się jego pierwsza samodzielna analiza literacka pt. Romantyczna przestrzeń wyobraźni (1989), a w 1993 roku wydał mickiewiczowskiego Konrada Wallenroda we własnym opracowaniu historyczno-literackim (Literatura a zdrada: od Konrada Wallenroda do Małej Apokalipsy, Biblioteka Narodowa).
W beletrystyce (pod pseudonimem Max Lars) zadebiutował dwiema powieściami fantastyczno-przygodowymi dla młodzieży: Ludzie-skorpiony i Człowiek-Litera. Również w tym czasie ukazał się jego autobiograficzny esej Krótka historia pewnego żartu, w którym autor dokonał osobistego rozrachunku z historią Gdańska z lat pięćdziesiątych XX wieku.
W latach dziewięćdziesiątych Chwin wchodził w skład Rady Redakcyjnej pisma „Borussia. Kultura. Historia. Literatura” wydawanego przez Stowarzyszenie Wspólnota Kulturowa „Borussia” działające na rzecz budowania i pogłębiania kultury dialogu i tolerancji między ludźmi różnych narodowości, wyznań, tradycji oraz współtworzenia społeczeństwa obywatelskiego. Był członkiem zespołu redakcyjnego pisma „Kwartalnik Artystyczny Kujawy i Pomorze” – adresowanego do miłośników literatury, publikującego utwory najwybitniejszych pisarzy, a także młodych autorów i debiutantów.
Przełomowym momentem w karierze pisarskiej było ukazanie się powieści Hanemann (1995), nagrodzonej Paszportem Polityki. Dzieło zostało przetłumaczone na wiele języków obcych.
Publikuje w czasopismach polskich i zagranicznych (w Niemczech, Austrii, Anglii, Włoszech, Danii, Francji, Szwecji, Słowenii, Serbii, na Ukrainie, Litwie, Węgrzech, w Rumunii, Słowacji, Hiszpanii, Japonii, Szwajcarii, w Rosji i w USA).
Inna działalność
Od 1982 jest członkiem Gdańskiego Towarzystwa Naukowego (Societas Scientiarum Gedanensis), a od 1990 Stowarzyszenia Pisarzy Polskich, Od 1998 jest członkiem PEN-Clubu, a od 2007 członkiem Rady Języka Polskiego przy Polskiej Akademii Nauk. W latach 1997–2003 był jurorem Literackiej Nagrody Nike. Był jurorem Festiwalu Teatru Polskiego Radia i Teatru Telewizji Polskiej „Dwa Teatry” – Sopot 2003 oraz jurorem Konkursu Głównego 37. Festiwalu Polskich Filmów Fabularnych w Gdyni (2007). Jest członkiem Komitetu Narodowego ds. Współpracy z Europejską Federacją Narodowych Instytucji Językoznawczych (EFNIL). Od wielu lat znajduje się w gronie setki najwybitniejszych polskich naukowców i twórców współpracujących z Krajowym Funduszem na Rzecz Dzieci – stowarzyszeniem zajmującym się wspieraniem wybitnie uzdolnionej młodzieży w rozwoju jej talentów. Uczestniczył w pracach nad „Encyklopedią Gdańska – Gedanopedia”.
Należał do Niezależnego Samorządnego Związku Zawodowego „Solidarność”, z którego wystąpił w latach 90.
Został uwieczniony w roli jednego z apostołów na obrazie „Ostatnia Wieczerza” Macieja Świeszewskiego.
W kadencji 2019–2023 zasiadał w Radzie Kultury Gdańskiej.

## Twórczość
- Bez autorytetu – szkice krytyczne, współautor: Stanisław Rosiek (1981)[21]
- Ludzie-skorpiony – pod pseud. „Max Lars” (1985)[22]
- Dzieci – tom I i II z serii „Transgresje”, wspólnie z Marią Janion (1988)[23]
- Człowiek-Litera – pod pseud. „Max Lars” (1989)[24]
- Romantyczna przestrzeń wyobraźni (1989)[25]
- Krótka historia pewnego żartu. Sceny z Europy Środkowowschodniej (1991)[26]
- Literatura a zdrada: od Konrada Wallenroda do Małej Apokalipsy (1993)[27]
- Hanemann (1995)[28]
- Esther (1999)[29]
- Wspólna kąpiel – współautor: Krystyna Lars (2000?)[30]
- Złoty pelikan (2002?)[31]
- Kartki z dziennika (2004)[32]
- Żona prezydenta (2005)[33]
- Wszystkie dni lata – jako współautor zbioru opowiadań (2005)[34]
- Dolina Radości (2006)[35][36]
- Pokaz prozy – jako współautor zbioru opowiadań (2006)[37]
- 9 Wigilii – jako współautor zbioru opowiadań (2007)[38]
- Dziennik dla dorosłych (2008)[39][39]
- Wakacyjna miłość – jako współautor zbioru opowiadań (2008)[40]
- Pod dobrą gwiazdą. Opowiadania – jako współautor zbioru (2009)[41]
- Teoria trutnia i inne – jako współautor zbioru (2009)[42]
- Samobójstwo jako doświadczenie wyobraźni (2010)[43]
- Panna Ferbelin (2011)[44]
- Miłość we Wrocławiu – jako współautor (2011)[45]
- Miłosz. Gdańsk i okolice. Relacje. Dokumenty. Głosy – redakcja Krystyna Chwin i Stefan Chwin (2012)[46]
- Miłosz. Interpretacje i świadectwa (2012)[47]
- Samobójstwo i grzech istnienia (2013)[48][49]
- Tabu Polaków – jako współautor (2013)
- Ein deutsches Tagebuch (2015)[50]
- Zwodnicze piękno – esej autobiograficzny (2016)[51]
- Srebrzysko. Powieść dla dorosłych (2016)[52]
- Opowiadania dla Krystyny (2018)[53][53]
- Oddać życie za Polskę. Samobójstwo altruistyczne w kulturze polskiej XIX wieku (2021)[54]

## Publikacje prasowe (wybór)
- Mobilny duch. Pochwała człowieka niezakorzenionego (2000)[55]
- Traktat o dłoniach i rzeczach – w odpowiedzi na Traktat teologiczny Czesława Miłosza (2002)[56]
- Polityka jest piękna (2002)[57]
- Przedszkolanka z ulicy Twerskiej (2002)[58]
- Triumf pedagoga Pimki (2007)[59]
- My, Ablowie, czyści jak łza (2008)[60]
- Esesman Aule i kłamstwo Europy (2008)[61]
- Sąsiad w mundurze (2008)[62]
- Równo czyli po połowie (2009)[63]
- Dolina mroku, dolina światła (2010)[64]
- Formy niewoli w wolnej Polsce (2010)[65]

## Inscenizacje teatralne
- Hanemann – Bałtycki Teatr Dramatyczny im. Juliusza Słowackiego w Koszalinie, 17 stycznia 1998 roku (premiera)[66] oraz Teatr Wybrzeże w Gdańsku (scena główna), 27 stycznia 2002 roku (premiera)[67][68]

## Filmy biograficzne
- Ludzie i rzeczy – Stefan Chwin, (1996)[69]
- Stefan Chwin – Archeolog pamięci, (2000)[70]

## Wywiady (wybór)
- Katarzyna Kubisiowska – Fałszywy thriller (2005)[71]
- Sebastian Łupak – Wściekły (2005)[72]
- Andrzej Franaszek – Prześwity w kamiennych tablicach (2006)[73]
- Jarosław Zalesiński – Solidarność i samotność : drogi do wolności: jak mówić o naszej najnowszej historii (2007)[74]
- Sebastian Duda – Skąd ten strach? (2008)[75]
- Roman Daszyński – Tajemnica zbiorowego grobu. Pochowajcie ich pod Malborkiem (2009)[76]
- Krystyna Fidos – Chwin: Żałoba nie stworzyła wspólnoty obywatelskiej (2010)[77]
- Rafał Kalukin – Polaków łączy tylko ból (2010)[78]
- Cezary Polak – Stefan Chwin: Obecność silnych i dobrych kobiet rozjaśnia duszę (2011)[79]
- Cezary Polak – Dobre kobiety rozjaśniają duszę... (2011)[80]
- Andrzej Godlewski – Chwin: Adam Michnik jest autorytetem, który nie zastygł w pomnikowej pozie (2011)[81]
- Barbara Szczepuła – Stefan Chwin: Moją muzą jest żona Krystyna (2011)[82]
- Dorota Karaś – Chwin: To była żałoba? Nie. Mentalność serialowa (2011)[83]
- Jarosław Zalesiński – Pisarz Stefan Chwin o śmierci polskich żołnierzy w Afganistanie (2011)[84]
- Dorota Karaś – Chwin: Nie jestem pokornym uczniem Güntera Grassa (2011)[85]
- Andrzej Franaszek – Płomień życia (2011)[86]
- Marek Górlikowski – Stefan Chwin: Większość kobiet w Polsce wolałaby, żeby ich dziecko było faszystą niż pedałem (2013)[87]

## Odznaczenia i nagrody
- 1982 – Nagroda Gdańskiego Towarzystwa Naukowego
- 1983 – Nagroda Fundacji im. Kościelskich (Genewa) za książkę Bez autorytetu (szkice) – razem ze Stanisławem Rośkiem
- 1991 – Nagroda Artystyczna Gdańskiego Towarzystwa Przyjaciół Sztuki[88]
- (za 1992) – Nagroda Miasta Gdańska w Dziedzinie Kultury[89]
- 1993 – Nagroda Literacka Miasta Gdańska za książkę Krótka historia pewnego żartu
- 1994 – Nagroda „Pro Libro Legendo” za książkę Literatura i zdrada
- 1995 – Nagroda Media Książce. Gdańska Książka Roku 1995 (za książkę Hanemann)
- 1995 – Paszport „Polityki” za książkę Hanemann[90]
- 1997 – Nagroda im. Ericha Brosta[91][92]
- 1997 – Nagroda PEN Clubu za twórczość prozatorską[93][94]
- 1999 – Pomorska Nagroda Artystyczna w dziedzinie literatury
- 1999 – Nagroda Fundacji Kultury za książkę Esther
- 1999 – Nagroda im. Andreasa Gryphiusa przyznawaną przez Gildię Artystów Niemieckich za najlepszą książkę Europy Środkowej, dotyczącą kwestii zbliżenia między narodami (za książkę Hanemann)
- 2002 – Złoty Krzyż Zasługi[95]
- 2006 – Sztorm Roku 2005, w kategorii literatura, za książkę Żona prezydenta
- 2007 – Sztorm Roku 2006, w kategorii literatura, za książkę Dolina Radości[96]
- 2008 – Srebrny Medal „Zasłużony Kulturze Gloria Artis”[97]
- 2008 – Nagroda Prezydenta Miasta Gdańska w Dziedzinie Kultury - za niezwykłe kreacje literackie[88]
- 2009 – Honorowe Wyróżnienie za Zasługi dla Województwa Pomorskiego
- 2009 – Nagroda Marszałka Województwa Pomorskiego za całokształt twórczości
- 2009 – Nagroda Pro Libro Legendo za zasługi dla Pomorza[98]
- 2009 – Nominacja do Nagrody Literackiej Mediów Publicznych COGITO.
- 2010 – Honorowe wyróżnienie Samorządu Województwa Pomorskiego za zasługi dla Pomorza
- 2010 – Odznaka „Za Zasługi dla Województwa Pomorskiego”[88]
- 2011 – Nagroda Literacka Gdynia za tom esejów Samobójstwo jako doświadczenie wyobraźni[99][100]
- 2012 – Sztorm Roku 2011, w kategorii literatura, za książkę Panna Ferbelin[101]
- 2012 – Nagroda Miasta Gdańska w Dziedzinie Kultury „Splendor Gedanensis” - za dwa stanowiące spójną całość tomy: Miłosz. Interpretacje i świadectwa oraz Miłosz. Gdańsk i okolice. Relacje – Dokumenty – Głosy (pod wspólną redakcją Krystyny Chwin i Stefana Chwina)[102]
- 2013 – Nagroda Naukowa Miasta Gdańska im. Jana Heweliusza w kategorii nauk humanistycznych i społecznych za wybitne osiągnięcia w dziedzinie literaturoznawstwa oraz badań nad polską i europejską kulturą XIX i XX wieku[103][104]
- 2013 – Nagroda Rektora UG I stopnia za książki Miłosz. Interpretacje i świadectwa, Gdańsk 2012 oraz Miłosz. Gdańsk i okolice, pod red. Krystyny Chwin i Stefana Chwina
- 2014 – Neptun 2014, nagroda Prezydenta Miasta Gdańska dla wybitnych polskich i zagranicznych twórców, których działalność promuje wartości mające w Gdańsku znaczenie szczególne[105]
- 2015 – Nagroda Miast Partnerskich Torunia i Getyngi im. Samuela Bogumiła Lindego za dokonania literackie (laureat otrzymał pamiątkową plakietę, dyplom i 5 tys. euro)[106]
- 2019 – Nagroda Prezydenta Miasta Gdańska w Dziedzinie Kultury - za całokształt pracy twórczej oraz z okazji 70. urodzin[88]
- 2019 – Złoty Medal Uniwersytetu Gdańskiego „Bene merito et merenti”[107]
- 2021 – Medal za Długoletnie Pożycie Małżeńskie (2021)[108]
- 2023 – Stypendium w dziedzinie kultury Miasta Gdańska[88]
- 2024 – Nagroda Specjalna „Splendor Gedanensis” za całokształt twórczości[88]
- 2024 – Złoty Medal „Zasłużony Kulturze Gloria Artis”[109][110]

Źródło:.

## Życie prywatne
Od maja 1971 jest mężem Krystyny z domu Turkowskiej, z którą ma synów: Marcina Rafała (ur. 1971) i Adama Juliusza (ur. 1979).